# Oreoneta intercepta
Oreoneta intercepta là một loài nhện trong họ Linyphiidae.
Loài này thuộc chi Oreoneta. Oreoneta intercepta được Octavius Pickard-Cambridge miêu tả năm 1873.